# Microglanis variegatus
Microglanis variegatus är en fiskart som beskrevs av Eigenmann och Henn, 1914. Microglanis variegatus ingår i släktet Microglanis och familjen Pseudopimelodidae. Inga underarter finns listade i Catalogue of Life.